# Championnat d'Europe de baseball 1987
Navigation
Édition précédente Édition suivante
Le championnat d'Europe de baseball 1987, vingtième édition du championnat d'Europe de baseball, a eu lieu du 17 au 26 juillet 1987 en Espagne, à Barcelone et Sant Boi de Llobregat. Il a été remporté par l'équipe des Pays-Bas.